# Сепа (природна територія)
Приро́дна терито́рія Се́па (ест. Sepa loodusala) — природоохоронна територія в Естонії, у волостях Ляене-Сааре та Пігтла повіту Сааремаа. Входить до Європейської екологічної мережі Natura 2000.
Загальна площа — 325,9 га.
Природна територія утворена 5 серпня 2004 року.

## Розташування
Населені пункти, що розташовуються поблизу природної території:
- у волості Ляене-Сааре: Анепеза, Аула-Вінтрі, Вендізе, Гак'яла, Гюб'я, Каарма-Кірікукюла, Кайсвере, Кіратсі, Куке, Кунґла, Кяку, Лаокюла, Меедла,  Сепа, Тиру;
- у волості Пігтла: Каалі, Салавере, Сауе-Путла,  Сепа.

## Опис
Метою створення об'єкта є збереження 5 типів природних оселищ (Директива 92/43/ЄЕС, Додаток I):
| Код   | Тип оселища                                                                     | Площа, га |
| ----- | ------------------------------------------------------------------------------- | --------- |
| 5130  | Формації з Juniperus communis серед пустищ або карбонатних трав'яних угруповань | 18,9      |
| 6270* | Феноскандійські низинні сухі до мезофітних багатовидові луки                    | 1,0       |
| 6280* | Північні альвари та плоскі скелі з докембрійських вапняків                      | 13,7      |
| 6530* | Феноскандійські лісові луки                                                     | 7,6       |
| 9010* | Західна тайга                                                                   | 74,3      |